# Ballyness Bay SAC
Ballyness Bay SAC este o arie protejată (arie specială de conservare — SAC, sit de importanță comunitară — SCI) din Irlanda întinsă pe o suprafață de 1.231,21 ha, integral pe uscat.

## Localizare
Centrul sitului Ballyness Bay SAC este situat la coordonatele 55°08′55″N 8°08′01″W / 55.148725°N 8.133739°V.

## Înființare
Situl Ballyness Bay SAC a fost declarat sit de importanță comunitară în iulie 1999 pentru a proteja 13 specii de animale. Situl a fost protejat și ca arie specială de conservare în octombrie 2018.

## Biodiversitate
Situată în ecoregiunea atlantică, aria protejată conține 6 habitate naturale: Estuare, Terase mlăștinoase și terase nisipoase neacoperite de apă la reflux, Dune mobile cu vegetație embrionară, Dune mobile de-a lungul țărmului cu Ammophila arenaria („dune albe”), Dune de coastă fixe cu vegetație erbacee („dune gri”), Depresiuni intradunale umede.
La baza desemnării sitului se află mai multe specii protejate:
- păsări (12): rață fluierătoare (Anas penelope), rață mare (Anas platyrhynchos), Branta bernicla, Calidris alba, fugaci de țărm (Calidris alpina), prundaș gulerat mare (Charadrius hiaticula), scoicar (Haematopus ostralegus), ferestrașul mare (Mergus merganser), culic mare (Numenius arquata), ploier auriu (Pluvialis apricaria), ploier argintiu (Pluvialis squatarola), fluierar cu picioare verzi (Tringa nebularia)
- nevertebrate (1): Vertigo geyeri

Pe lângă speciile protejate, pe teritoriul sitului au mai fost identificate 1 specie de amfibieni, 1 specie de mamifere.